# Dj Tubet
Mauro Tubetti, bolj znan kot DJ Tubet, italijanski raper * 19. april 1982, Čedad, Italija.
DJ Tubet se izraža predvsem v furlanščini in italijanščini v obliki rapa in reggaeja z nekaterimi referencami na svetovno glasbo.
Aktiven je od leta 1998; bil je del hip hop skupine DLH Posse in reggae skupine R.esistence in dub, s katero je leta 2010 osvojil nagrado občinstva na evropskem festivalu Liet International. Je eden najhitrejših raperjev v Italiji, saj naj bi izgovarjal okoli 15 zlogov na sekundo.
Je pionir »hip hop pedagogike«, to metodo širi v šolah ter v drugih izobraževalnih kontekstih.